# Bob's Bad Day
Bob's Bad Day è un videogioco d'azione sviluppato dalla Dome Software Developments e pubblicato dalla Psygnosis nel 1993 per Amiga.